# Brachyplatystoma filamentosum
Brachyplatystoma filamentosum is een straalvinnige vissensoort uit de familie van antennemeervallen (Pimelodidae). De wetenschappelijke naam van de soort is voor het eerst geldig gepubliceerd in 1819 door Lichtenstein.